# Великий воин Албании Скандербег
«Великий воин Албании Скандербег» (алб. Skënderbeu) — советско-албанский художественный фильм 1953 года. Исторический фильм для широкой зрительской аудитории. Дебютная роль в кино Юрия Яковлева.

## Сюжет
Исторический фильм о борьбе албанского народа против турецких завоевателей в XV веке под предводительством Георгия Кастриота, прозванного турками Скандербегом. Сын князя, он ещё мальчиком был отдан в заложники турецкому султану, где воспитывался как воин султаната. Через 20 лет службы турецкому престолу любовь к родине заставляет его подняться на борьбу против своих поработителей.

## В ролях
- Акакий Хорава — Георгий Кастриот, прозванный Скандербегом
- Николай Тимофеев — итальянский поэт
- Владимир Соловьёв — францисканский монах
- Борис Тенин — Дин, албанский воин-силач
- Беса Имами — Доника, жена Скандербега
- Адивие Алибали — Мамица, сестра Скандербега
- Наим Фрашери — Паль Музака, жених Мамицы
- Олег Жаков — Тануш Топия
- Михал Стефа — Георгий Арианити
- Серго Закариадзе — Лаоникус, монах-летописец (прототип - Лаоник Халкокондил)
- Владимир Белокуров — Бранкович, сербский король
- Сергей Кулагин — Хасан-бей, наместник турецкого султана
- Сергей Курилов — Лек Захарий
- Лец Шлаку — отец Георгия
- Крисанти Котмило — мать Георгия
- Семён Соколовский — Гамза
- Верико Анджапаридзе — Дафина
- Георгий Черноволенко — Мараш
- Александр Вертинский — дож Венеции
- Николай Бубнов — Лука, монах
- Михаль Попи — Балабан-паша
- Георгий Румянцев — Лек Дукадин
- Мария Логореси — графиня
- Ваграм Папазян — султан Мурад II (озвучивал Яков Беленький)
- Нодар Шашик-оглы — Мехмед, сын султана
- Ндрек Шкези — Джето Джокаи
- Николай Левкоев — Альберто Джиованни, наместник дожа
- Александра Денисова — мать Дина[1]
- Георгий Бударов — сенатор-купец
- Павел Тарасов — Лониндя
- Юрий Яковлев — воин

## Съёмочная группа
- Автор сценария: Михаил Папава
- Режиссёр-постановщик: Сергей Юткевич
- Оператор-постановщик: Евгений Андриканис
- Композиторы: Георгий Свиридов, Ческ Задеи
- Текст песен: Лазар Силичи

## Историческая достоверность
- Прототипом историка Лаоникуса, с которым вступает в спор Скандербег, является известный византийский хронист Лаоник Халкокондил (1423—1490), подробно описавший завоевание Константинополя турками в 1453 году, который, однако, выглядит в фильме значительно старше своих лет.

## Награды
Фильм демонстрировался на Каннском кинофестивале 1954 года и получил специальную премию Высшей технической комиссии за режиссуру.